# Zale viridans
Zale viridans là một loài bướm đêm trong họ Erebidae.